# 会津坂下警察署
会津坂下警察署（あいづばんげけいさつしょ）は、福島県警察が管轄する警察署の一つである。

## 管轄区域
- 河沼郡会津坂下町、柳津町、湯川村
- 大沼郡金山町、三島町、昭和村

## 所在地
- 福島県河沼郡会津坂下町字舘ノ下311

※JR只見線会津坂下駅より約10分

## 沿革
- 1872年（明治5年）8月：若松警察署坂下分署として設置
- 1880年（明治13年）10月：坂下警察署として独立
- 1948年（昭和23年）3月：警察法施行により国家地方警察、坂下地区警察署、自治体警察署（坂下町、柳津町）の3つに分割
- 1951年（昭和26年）10月：警察法の一部改正で、町警察署が坂下地区警察署に統合
- 1954年（昭和29年）7月：福島県警察が発足し、会津坂下警察署に改称
- 1983年（昭和58年）4月：現在地に新築移転

## 交番
なし

## 駐在所

### 柳津町
- 柳津駐在所 - 河沼郡柳津町大字柳津字下原道西479-1
- 西山駐在所 - 河沼郡柳津町大字砂子原字居平60-1

### 金山町
- 金山駐在所 - 大沼郡金山町大字川口字谷地381-1
- 横田駐在所 - 大沼郡金山町大字横田字上原1233-1

### 三島町
- 三島駐在所 - 大沼郡三島町宮下字居平137-1

### 湯川村
- 湯川駐在所 - 河沼郡湯川村大字笈川字殿田2-2

### 昭和村
- 昭和駐在所 - 大沼郡昭和村大字下中津川字新屋敷2783-2